# Ruisseau Épinglette
Pour les articles homonymes, voir Épinglette.
Le ruisseau Épinglette est un affluent de la rivière Cami, coulant dans la municipalité de L'Anse-Saint-Jean, dans la municipalité régionale de comté (MRC) du Fjord-du-Saguenay, dans la région administrative du Saguenay-Lac-Saint-Jean, dans la province de Québec, au Canada. Le cours du ruisseau Épinglette traverse la zec du Lac-Brébeuf.
La zone du lac à Épinglette est desservie par le chemin du Lac-Travers. Elle est desservie indirectement par le chemin du lac à la Catin qui se relie vers l’ouest avec le chemin du lac Travers et le chemin du lac Desprez. La partie intermédiaire de la vallée de la rivière à la Catin est desservie par le chemin Périgny et le chemin du lac de la Souris, pour les besoins la foresterie et des activités récréotouristiques. La partie inférieure est desservie par le chemin du lac Brébeuf. Quelques routes forestières secondaires desservent cette vallée.
La foresterie constitue la principale activité économique du secteur ; les activités récréotouristiques, en second.
La surface du ruisseau Épinglette est habituellement gelée du début de décembre à la fin mars, toutefois la circulation sécuritaire sur la glace se fait généralement de la mi-décembre à la mi-mars.

## Géographie
Les principaux bassins versants voisins du ruisseau Épinglette sont :
- Côté nord : rivière à la Catin, bras à Pierre, lac Brébeuf, lac Éternité, lac Otis, rivière Saint-Jean, rivière Saguenay ;
- Côté est : rivière à la Catin, lac Épinglette, lac Bazile, ruisseau Bazile rivière Saint-Jean, lac Emmuraillé, ruisseau du Portage ;
- Côté sud : lac Scott, lac au Porc-Épic, rivière Malbaie, lac Malfait ;
- Côté ouest : ruisseau à John, rivière Cami, lac Desprez, lac Charny, rivière Ha! Ha!, rivière Huard.

Le ruisseau Épinglette prend sa source à l’embouchure d’un petit lac non identifié (longueur : 0,1 km ; altitude : 773 m) dans une vallée encaissée. L’embouchure de ce lac est située à :
- 2,7 km au nord du cours de la rivière Malbaie ;
- 7,7 km au nord-ouest du centre du hameau « L’Épinglette-des-Lacs » qui est sur la rive ouest du lac Épinglette ;
- 7,8 km au sud du lac des Hauteurs ;
- 9,3 km au sud-est du lac Desprez ;
- 9,3 km au sud-est de la confluence du ruisseau Épinglette et de la rivière à la Catin.

À partir de sa source, le cours du ruisseau Épinglette descend sur 15,3 km en zones forestières et montagneuses, avec une dénivellation de 312 m selon les segments suivants :
- 3,5 km vers le nord-est en recueillant la décharge (venant du nord-ouest) d’un lac non identifié, jusqu’à la décharge (venant du nord-ouest) de deux lacs ;
- 2,3 km vers le nord-est en traversant une forte dénivellation, jusqu’à la décharge (venant du nord-est) du lac Travers et du Petit lac Travers ;
- 2,8 km en formant un petit crochet vers l’ouest, puis vers le nord dans une vallée encaissée jusqu’à un ruisseau (venant de l’est) de montagne ;
- 4,8 km vers le nord en serpentant et en traversant une zone de marais dans une vallée encaissée, jusqu’à la décharge (venant du sud-ouest) d’un lac non identifié ;
- 1,9 km vers le nord-est en zone de marais, puis en zone de rapides en fin de segment, jusqu’à son embouchure[2].

Le ruisseau Épinglette se déverse sur la rive sud de la rivière Cami. Cette confluence est située à :
- 5,4 km au nord-ouest du centre du hameau de « L’Épinglette-des-Lacs » ;
- 10,8 km au nord du cours de la rivière Malbaie ;
- 13,7 km au sud-est de la confluence de la rivière à la Catin avec la rivière Cami ;
- 14,6 km au sud-est du lac Desprez ;
- 14,7 km au sud-est de l’embouchure du lac Brébeuf (confluence avec la rivière Saint-Jean) ;
- 23,0 km au sud-est du centre du village de Rivière-Éternité ;
- 27,4 km au sud-ouest de la confluence de la rivière Saint-Jean et de l’anse Saint-Jean (rivière Saguenay) ;
- 58,9 km au sud-est du centre-ville de Saguenay[2].

À partir de la confluence du ruisseau Épinglette, le courant :
- suit le cours de la rivière à la Catin sur 18,9 km vers le nord ;
- suit le cours de la rivière Cami sur 1,0 km vers le nord ;
- suit le cours de la rivière Saint-Jean sur 37,7 km généralement vers le nord-est ;
- traverse l’Anse Saint-Jean sur 2,9 km vers le nord ;
- suit le cours de la rivière Saguenay sur 42,8 km vers l’est jusqu’à Tadoussac où il conflue avec l’estuaire du Saint-Laurent.

## Toponymie
Le terme « Épinglette » se réfère à un insigne décoratif apposé sur un vêtement, normalement à la hauteur de la poitrine. L'épinglette peut être un signe d'appartenance, d'honneur ou de fierté.
Le toponyme « ruisseau Épinglette » a été officialisé le 5 décembre 1968 par la Commission de toponymie du Québec.